# Wybrzeże ferdowe

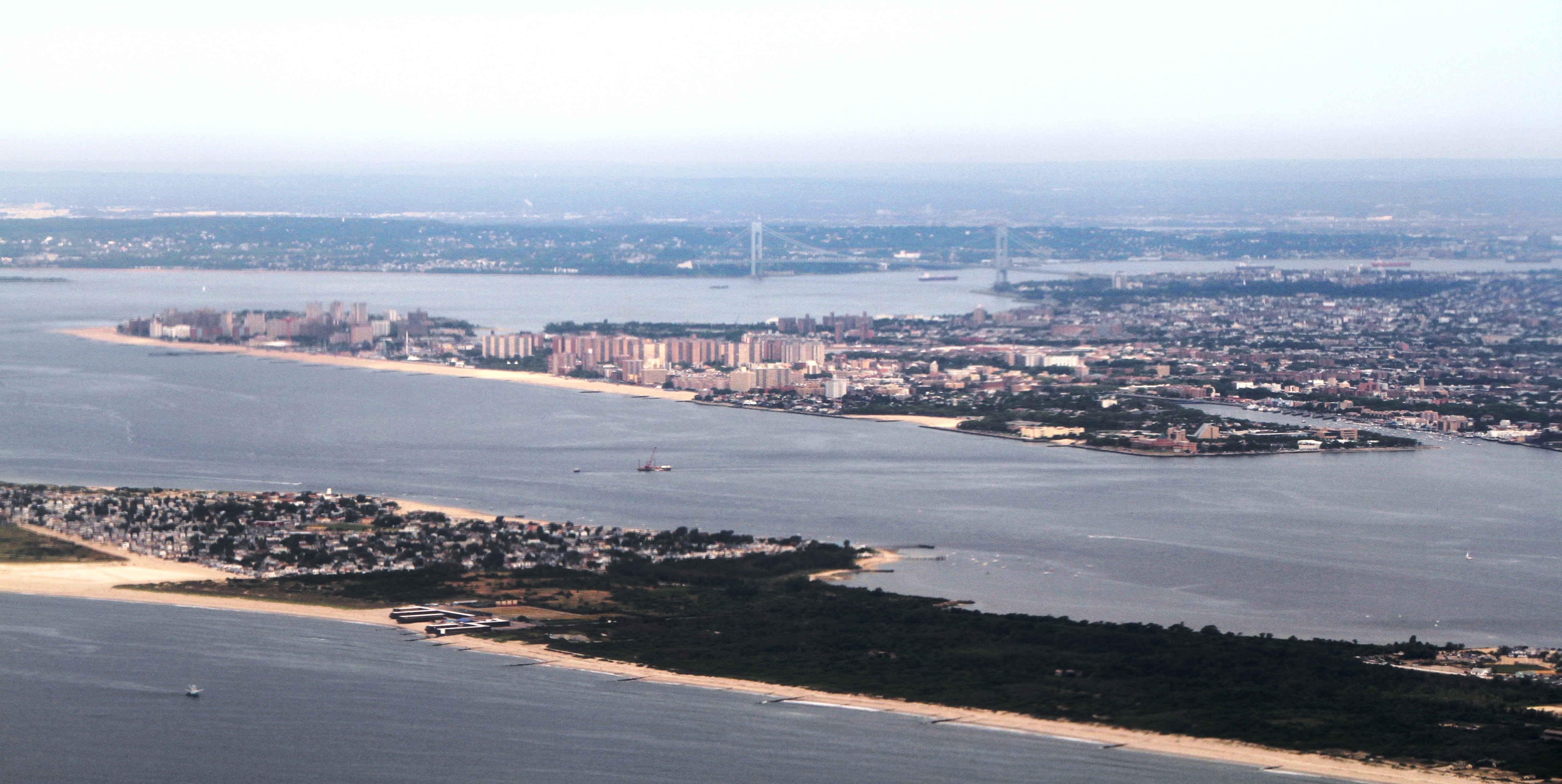
Ferdowe wybrzeże Nowego Jorku

Wybrzeże ferdowe (föhrdowe) – typ wybrzeża morskiego wysokiego, powstałego w wyniku zalania przez morze akumulacyjnych form lodowcowych, urozmaiconych rynnami subglacjalnymi. Wybrzeże to charakteryzuje się obecnością rozległych i głębokich rynien, ciągnących się od strony lądu w kierunku morza. Wybrzeże to występuje m.in.: we wschodniej Danii, na zachodnim i południowo-zachodnim brzegu Zalewu Szczecińskiego, czy w okolicach Nowego Jorku.